# La Couronne
La Couronne é uma comuna francesa na região administrativa da Nova Aquitânia, no departamento de Charente. Estende-se por uma área de 28,82 km². Em 2010 a comuna tinha 8 018 habitantes (densidade: 278,2 hab./km²).